# Feng Office Community Edition
Feng Office Community Edition (ранее назывался OpenGoo) — онлайн-офис с открытым исходным кодом, разработанный сообществом OpenGoo. Приложение может быть скачано и установлено на сервер. Список его основных функций включает систему управления документами, управление контактами, e-mail, управление проектами и управление временем.
Feng Office Community Edition также может быть отнесено к категории «программного обеспечения совместной работы» и к персональному информационному менеджеру.

## История
OpenGoo начался как диссертационный проект на факультете Инженерии в University of the Republic Uruguay. Проект был представлен и выполнен инженерами программного обеспечения Conrado Viña, Marcos Saiz и аналитиком программного обеспечения Ignacio de Soto, разработавшим первым прототип для диссертации. Профессоры Eduardo Fernández и Tomás Laurenzo выступили в качестве научных руководителей. Conrado, Ignacio и Marcos образовали сообщество OpenGoo и остались его активными членами и основными разработчиками. Диссертация была защищена на максимальную оценку.
На данный момент существует второй проект для OpenGoo в University, разрабатываемый студентами Fernando Rodríguez, Ignacio Vázquez и Juan Pedro del Campo. Их проект нацелен на создание свободного веб-редактора электронных таблиц.

## Особенности
Список его основных функций включает систему управления документами, управление контактами, e-mail, управление проектами и управление временем. Текстовые документы и презентации могут быть созданы и редактироваться online. Файлы могут быть загружены, рассортированы и расшарены, независимо от формата файлов.
Информация в OpenGoo организуется с использованием рабочих областей и тегов.
Приложение представляет хранящуюся информацию, используя различные интерфейсы, такие как списки, Dashboards (management information systems) и календарь.

## Лицензия

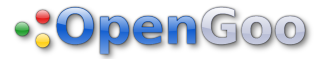

OpenGoo распространяется по лицензии AGPL.

## Используемые технологии
OpenGoo использует такие технологии, как PHP, JavaScript, AJAX (Ext) и MySQL.
Несколько проектов с открытым исходным кодом были взяты за основу разработки. Последний релиз ActiveCollab с открытым исходным кодом использовался как основание кода. Он включает Fckeditor для редактирования документов онлайн.

## Системные требования
Сервер может быть запущен под любой операционной системой. В системе должны быть установлены компоненты следующих рекомендованных версий:
- Apache HTTP Server 2.0;
- PHP 5.4+;
- MySQL 5+ (с включенной поддержкой InnoDB).

На клиентской стороне пользователю остается только пользоваться современным веб-браузером.